# Rosen Zhelyazkov
Rosen Dimitrov Zhelyazkov (em búlgaro:  Росен Димитров Желязков; Sófia, 5 de abril de 1968) é um político búlgaro e primeiro-ministro da Bulgária desde 16 de janeiro de 2025.
Membro do partido pró-europeu de centro-direita GERB, serviu como Ministro dos Transportes entre 2018 e 2021, foi membro da Assembleia Nacional da Bulgária entre 2021 e 2025 e Presidente da Assembleia Nacional entre 2023 e 2024.